# Переростки на краю света
«Переростки на краю света» (англ. The Inbetweeners 2) — британский комедийный фильм Дэймона Бисли и Иэна Морриса, сиквел фильма «Переростки»

## Сюжет
Окончив школу, четверо подростков, полные радужных надежд оттянуться по полной с девчонками, отправляются в путешествие по Австралии, которую называют секс-столицей мира и где девственность считается чуть ли не преступлением.

## В ролях
| Актёр          | Роль           |
| -------------- | -------------- |
| Саймон Бёрд    | Уилл МакКензи  |
| Джо Томас      | Саймон Купер   |
| Джеймс Бакли   | Джей Картрайт  |
| Блейк Харрисон | Нэйл Сазерленд |
| Тамла Кари     | Люси           |
| Фредди Строма  | Бен            |

## Съёмочная группа
- Режиссёры — Дэймон Бисли, Иэн Моррис
- Сценарий — Дэймон Бисли, Иэн Моррис
- Продюсеры — Спенсер Миллман, Рианна Эндрюс, Роса Ромеро
- Оператор — Бен Вилер
- Композиторы — Дэвид Арнольд, Майкл Прайс
- Монтаж — Уильям Уэбб

## Дополнительные факты
- Самый кассовый фильм в британском кинопрокате 2014 года.